# 菲嫩堡湖

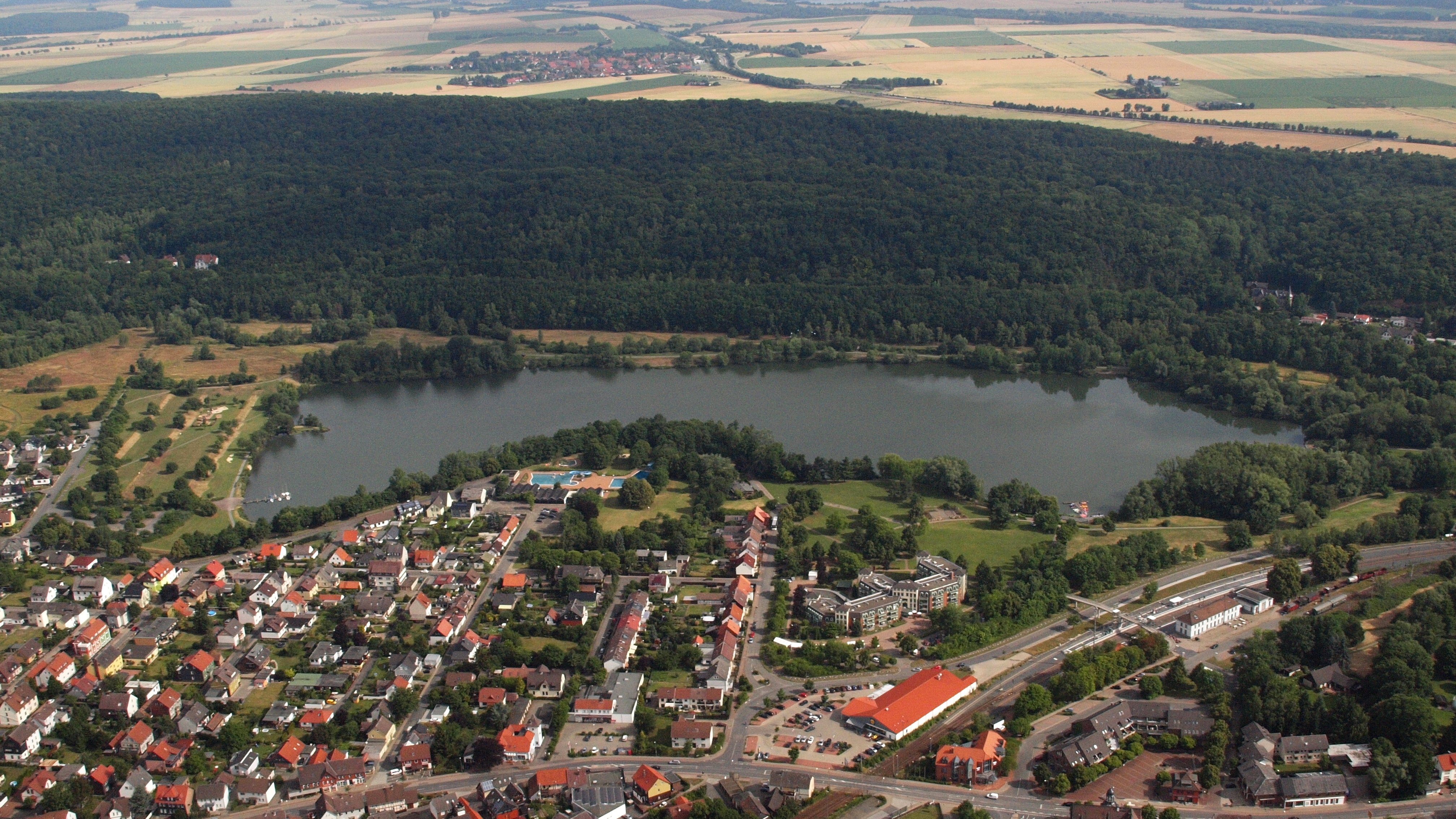

51°57′30″N 10°33′36″E / 51.95839°N 10.55992°E
菲嫩堡湖（德語：Vienenburger See），是德國的湖泊，位於該國西北部，由下薩克森州負責管轄，處於菲嫩堡，長0.8公里、寬0.3公里，面積0.17平方公里，海拔高度134米。